# Wilhelm Fischer
Wilhelm Robert Fischer (ur. 19 kwietnia 1886 w Wiedniu, zm. 26 lutego 1962 w Innsbrucku) – austriacki muzykolog.

## Życiorys
Studiował na Uniwersytecie Wiedeńskim, gdzie uczył się geografii, historii i muzykologii. Do grona jego nauczycieli należał Guido Adler, uczęszczał też prywatnie na lekcje kompozycji u Hermanna Graedenera. Uczył się także śpiewu i gry na fortepianie. W 1912 roku uzyskał doktorat na podstawie pracy Matthias Georg Monn als Instrumentalkomponist, w 1915 roku habilitował się na podstawie pracy Zur Entwicklungsgeschichte des Wiener klassischen Stils. Od 1919 roku był wykładowcą Uniwersytetu Wiedeńskiego, od 1923 roku na stanowisku profesora. W 1928 roku został wykładowcą Uniwersytetu w Innsbrucku. Po Anschlussie został zwolniony z pracy przez nazistów, w trakcie II wojny światowej był robotnikiem przymusowym w zakładach metalowych.
W 1945 roku objął posadę dyrektora konserwatorium w Wiedniu, następnie od 1948 do 1961 roku wykładał ponownie na Uniwersytecie w Innsbrucku. W latach 1951–1961 był dyrektorem Zentrum für Mozartforschung w Mozarteum w Salzburgu, będąc odpowiedzialnym za wydawanie dzieł W.A. Mozarta i organizację poświęconych kompozytorowi konferencji. Wyróżniony został Wielkim Srebrnym Medalem Miasta Salzburga. W 1956 roku ukazała się dedykowana mu księga pamiątkowa.
W swojej pracy badawczej zajmował się muzyką okresu przedklasycznego i klasycznego, w tym zagadnieniem kształtowania się stylu klasycznego. Prowadził badania nad twórczością W.A. Mozarta, szczególnie nad jego kompozycjami instrumentalnymi, główną uwagę poświęcając kwestiom mozartowskiej melodyki. Był autorem studium Geschichte der Instrumentalmusik 1450 bis 1880, opublikowanego w ramach Handbuch der Musikgeschichte Guido Adlera (Frankfurt nad Menem 1924, 2. wyd. zrewid. 1930).